# 罗马什卡反应堆
 
罗马什卡反应堆(Romashka reactor，俄语：Ромашка，“甘菊”的意思)是前苏联的一座实验型核反应堆。它由库尔恰托夫原子能研究所开发，1964年开始运行，该反应堆是一台放射性同位素热能发电机，利用直接热电转换来发电，而不是加热水来驱动涡轮机。
罗马什卡反应堆是为了在太空卫星上使用核能而开发的，但后被更强的贝斯5型反应堆所取代。该项目在谢尔盖·科罗列廖夫死后取消，他在该项目研发过程中曾进行过大量参与。

## 反应堆设计
它的燃料为49公斤碳化铀形式的高浓缩铀(铀-235丰度为90%)，在反应堆的末端使用铍反射体，并使用硅锗半导体发电。
罗马什卡反应堆没有使用液体冷却剂，设计简单紧凑而轻便。通过使用负温度反应系数进行自我调节。罗马什卡反应堆的成功演示为苏联太空卫星核能的进一步发展提供了标准。
该实验反应堆于1964年启动(达到临界状态)，1966年退役，曾被用来研究直接能量转换的概念，它产生出40千瓦的热量，温度达到2173 K(摄氏1900°C；华氏3452°)。反应堆运行了15000小时

## 另请参阅
- 贝斯5型反应堆
- 太空核动力系统列表
- 斯纳普10A型
- 托帕兹核反应堆